# 하워드 켄덜
하워드 켄덜(Howard Kendall, 1946년 5월 22일 ~ 2015년 10월 17일)은 잉글랜드 출신의 전직 축구 선수, 축구 감독이다. 선수 시절과 감독 시절 모두 에버턴 FC에서 오랜 기간 활동하며 에버턴의 레전드가 되었다. 특히 1981년부터 1987년까지 에버턴에서 감독 역할을 수행하면서 그 동안 리그 우승 2번, FA컵 우승 1번, FA 커뮤니티 실드 우승 3번, UEFA 컵 위너스 컵 우승 1번을 일궈내면서, 팀의 전성기를 가져왔다. 이러한 그의 활약은 2000년에 에버턴에 큰 기여를 한 선수를 대상으로 헌액하는 '에버턴 자이언츠(Everton Giants)'에 이름을 올림으로써 인정을 받게 되었다.
2015년 10월 17일, 사우스포트에서 69세의 나이로 사망했다.

## 우승 경력

### 선수
프레스턴 노스 엔드 FC
- 준우승
  - 1963–64 FA컵

에버턴 FC
- 우승
  - 1969–70 풋볼 리그 1부
  - 1970–71 FA 커뮤니티 실드
- 준우승
  - 1967–68 FA컵

### 감독
에버턴 FC
- 우승
  - 1983–84 FA컵
  - 1984–85 FA 커뮤니티 실드
  - 1984–85 풋볼 리그 1부
  - 1984–85 UEFA 컵 위너스 컵
  - 1985–86 FA 커뮤니티 실드
  - 1986–87 FA 커뮤니티 실드
  - 1986–87 풋볼 리그 1부
- 준우승
  - 1983–84 풋볼 리그 컵
  - 1984–85 FA컵
  - 1985–86 풋볼 리그 1부
  - 1985–86 FA컵
  - 1990–91 풀 멤버스 컵

노츠 카운티 FC
- 우승
  - 1994–95 앵글로-이탈리안컵